# ボルジュ・エル・ハドラ
ボルジュ・エル・ハドラはチュニジア最南の集落。かつてはフォール・サンとも呼ばれた。 集落はタタウイヌ県に位置しており、チュニジア、アルジェリア、リビアの三国国境に近い。
ボルジュ・エル・ハドラは最も近い都市であるタタウイヌから396キロメートル (246 mi)離れており、首都のチュニスからは927キロメートル (576 mi)離れている。ボルジュ・エル・ハドラから国境を越える合法的な方法は存在しない。